# Кнорре, Борис Кириллович
Бори́с Кири́ллович Кно́рре — российский религиовед, кандидат философских наук, доцент НИУ-ВШЭ, доцент Высшей школы европейских культур РГГУ, участник проекта Кестонского института по подготовке информационно-аналитического издания «Современная религиозная жизнь России. Опыт систематического описания» в 1998—2001, 2002—2006, 2008—2010., участник проектов Московского центра Карнеги.

## Биография
В 1996 году окончил Московский институт электроники и математики по специальности «прикладная математика» с присвоением квалификации «инженер-математик».
Работал сотрудником Синодального Отдела религиозного образования и катехизации Русской православной церкви.
В 2002 году окончил факультет религиоведения Православного Свято-Тихоновского гуманитарного университета по специальности «религиоведение». В том же году окончил аспирантуру философского факультета МГУ имени М. В. Ломоносова.
В 2003 году в МГУ имени М. В. Ломоносова под научным руководством И. Н. Яблокова защитил диссертацию на соискание учёной степени кандидата философских наук по теме «Фёдоровское религиозно-философское движение (История и современность)». (Специальность: 09.00.13 Религиоведение, философская антропология и философия культуры).
С 2008 года доцент кафедры истории философии факультета философии НИУ-ВШЭ.

## Награды
- Лучший преподаватель НИУ-ВШЭ (2011)[2]

## Научные труды

### Диссертации
- Кнорре Б. К. Фёдоровское религиозно-философское движение (История и современность) / Дис. ... канд. филос. наук : 09.00.13. — М.: Моск. гос. ун-т им. М.В. Ломоносова, 2003. — 200 с.

### Монографии
- Кнорре Б. К. В поисках бессмертия: Фёдоровское религиозно-философское движение: история и современность. — М.: URSS, 2008. — 188 с. — ISBN 978-5-382-00560-7.

### Статьи
- Кнорре Б. К. Конфессионально ориентированное образование в светском обществе Архивная копия от 17 октября 2010 на Wayback Machine // Исторический вестник. — № 9-10. — 2000.
- Кнорре Б. К., Филатов С. Б. Катакомбные церкви // Современная религиозная жизнь в России. Опыт систематического описания. / Отв. ред. М. Бурдо, С. Б. Филатов. — М.: Логос, 2004. — Т. I. — С. 41—50. — 328 с. — 2000 экз. — ISBN 5-94010-237-9.
- Кнорре Б. К., Филатов С. Б. Российская православная церковь заграницей (РПЦЗ) (Карловчане, Зарубежная церковь, зарубежники) // Современная религиозная жизнь в России. Опыт систематического описания. / Отв. ред. М. Бурдо, С. Б. Филатов. — М.: Логос, 2004. — Т. I. — С. 50—79. — 328 с. — 2000 экз. — ISBN 5-94010-237-9.
- Кнорре Б. К., Филатов С. Б. Русская православная церковь в изгнании (РПИЦ) // Современная религиозная жизнь в России. Опыт систематического описания. / Отв. ред. М. Бурдо, С. Б. Филатов. — М.: Логос, 2004. — Т. I. — С. 93—98. — 328 с. — 2000 экз. — ISBN 5-94010-237-9.
- Кнорре Б. К. Российская апостольская православная церковь (РАПЦ) // Современная религиозная жизнь в России. Опыт систематического описания. / Отв. ред. М. Бурдо, С. Б. Филатов. — М.: Логос, 2004. — Т. I. — С. 101—114. — 328 с. — 2000 экз. — ISBN 5-94010-237-9.
- Кнорре Б. К. Российская православная соборная церковь (РПСЦ) // Современная религиозная жизнь в России. Опыт систематического описания. / Отв. ред. М. Бурдо, С. Б. Филатов. — М.: Логос, 2004. — Т. I. — С. 115—121. — 328 с. — 2000 экз. — ISBN 5-94010-237-9.
- Кнорре Б. К., Солдатов А. Российская православная соборная церковь (РПСЦ) // Современная религиозная жизнь в России. Опыт систематического описания. / Отв. ред. М. Бурдо, С. Б. Филатов. — М.: Логос, 2004. — Т. I. — С. 121—127. — 328 с. — 2000 экз. — ISBN 5-94010-237-9.
- Кнорре Б. К. Православная церковь Возрождения (ПЦВ) // Современная религиозная жизнь в России. Опыт систематического описания. / Отв. ред. М. Бурдо, С. Б. Филатов. — М.: Логос, 2004. — Т. I. — С. 127—134. — 328 с. — 2000 экз. — ISBN 5-94010-237-9.
- Кнорре Б. К. Эстетика современного царебожничества: богословские и социально-политические дискурсы // Aesthetics as a Religious Factor in Eastern and Western Christianity (Selected Papers of the International Conference held at the University of Utrecht, The Netherlands, in June 2004).. — Leuven – Paris – Dudley, 2005. — P. 341—371.
- Кнорре Б. К. Индуизм // Современная религиозная жизнь в России. Опыт систематического описания. / Отв. ред. М. Бурдо, С. Б. Филатов. — М.: Логос, 2005. — Т. III. — С. 335—362. — 464 с. — 2000 экз. — ISBN 5-98704-044-2.
- Кнорре Б. К. Тантра-Сангха. Тантризм в России // Современная религиозная жизнь в России. Опыт систематического описания. / Отв. ред. М. Бурдо, С. Б. Филатов. — М.: Логос, 2005. — Т. III. — С. 380—391. — 464 с. — 2000 экз. — ISBN 5-98704-044-2.
- Кнорре Б. К. «Брахма Кумарис Всемирный духовный университет» (БКВДУ) // Современная религиозная жизнь в России. Опыт систематического описания. / Отв. ред. М. Бурдо, С. Б. Филатов. — М.: Логос, 2005. — Т. III. — С. 392—400. — 464 с. — 2000 экз. — ISBN 5-98704-044-2.
- Кнорре Б. К., Каскелло А. Культ Сатья Саи Бабы // Современная религиозная жизнь в России. Опыт систематического описания. / Отв. ред. М. Бурдо, С. Б. Филатов. — М.: Логос, 2005. — Т. III. — С. 400—410. — 464 с. — 2000 экз. — ISBN 5-98704-044-2.
- Кнорре Б. К. Центр Шри Чинмоя // Современная религиозная жизнь в России. Опыт систематического описания. / Отв. ред. М. Бурдо, С. Б. Филатов. — М.: Логос, 2005. — Т. III. — С. 410—420. — 464 с. — 2000 экз. — ISBN 5-98704-044-2.
- Кнорре Б. К. Движение «Трансцендентальная медитация» («ТМ») // Современная религиозная жизнь в России. Опыт систематического описания. / Отв. ред. М. Бурдо, С. Б. Филатов. — М.: Логос, 2005. — Т. III. — С. 420—431. — 464 с. — 2000 экз. — ISBN 5-98704-044-2.
- Кнорре Б. К. «Сахаджа-Йога» («СЙ») // Современная религиозная жизнь в России. Опыт систематического описания. / Отв. ред. М. Бурдо, С. Б. Филатов. — М.: Логос, 2005. — Т. III. — С. 432—441. — 464 с. — 2000 экз. — ISBN 5-98704-044-2.
- Кнорре Б. К. Движение последователей Ошо Раджниша // Современная религиозная жизнь в России. Опыт систематического описания. / Отв. ред. М. Бурдо, С. Б. Филатов. — М.: Логос, 2005. — Т. III. — С. 442—454. — 464 с. — 2000 экз. — ISBN 5-98704-044-2.
- Кнорре Б. К. Сикхизм // Современная религиозная жизнь в России. Опыт систематического описания. / Отв. ред. М. Бурдо, С. Б. Филатов. — М.: Логос, 2005. — Т. III. — С. 455—463. — 464 с. — 2000 экз. — ISBN 5-98704-044-2.
- Кнорре Б. К. Федоровское движение (Религиозно-философское движение Николая Федорова) // Современная религиозная жизнь в России. Опыт систематического описания. / Отв. ред. М. Бурдо, С. Б. Филатов. — М.: Университетская книга, Логос, 2006. — Т. IV. — С. 58—85. — 366 с. — 2000 экз. — ISBN 5-98704-057-4.
- Кнорре Б. К. Система Порфирия Иванова: культ и движение // Современная религиозная жизнь в России. Опыт систематического описания. / Отв. ред. М. Бурдо, С. Б. Филатов. — М.: Университетская книга, Логос, 2006. — Т. IV. — С. 244—258. — 366 с. — 2000 экз. — ISBN 5-98704-057-4.
- Кнорре Б. К. "Опричный мистицизм" в религиозных практиках царебожничества // Религиозные практики в современной России: Сборник статей / Под ред. К. Русселе, А. С. Агаджаняна. — М.: Новое издательство, 2006. — 400 с. — ISBN 5-98379-063-3.
- Кнорре Б. К. Московская епархия Русской православной церкви (информационно-аналитическое описание) // Атлас современной религиозной жизни России / Отв. ред. М. Бурдо, С. Б. Филатов. — М., СПб.: Летний сад, 2006. — Т. 2. — 686 с. — ISBN 978-5-98856-014-2.
- Кнорре Б. К. Федоровское религиозно-философское движение как пример религиозного модернизма // Russian Review. — Кестонский институт, 2006. — № 10. Архивировано 4 марта 2016 года.
- Кнорре Б. К., Исэров А. А. Старообрядцы самых строгих правил // Russian Review. — Кестонский институт, 2007. — № 2. Архивировано 17 ноября 2016 года.
- Кнорре Б. К. Священник Даниил Сысоев и православная миссия среди российских мусульман // Религия и право. — 2008. — Т. 1, № 44. — С. 10—13.
- Кнорре Б. К. Марийское язычество под натиском Нью-Эйдж // Russian Review. — Кестонский институт, 2008. — № 10. Архивировано 4 марта 2016 года.
- Кнорре Б. К. Марийское язычество и его современные модификации // Материалы по исследованию религиозной ситуации на Северо-Западе России и в странах Балтии. — СПб.: Изд-во РГПУ им. А. И. Герцена, 2008.
- Кнорре Б. К. Индуизм: от глобальной адаптации – к альтернативному глобалистскому проекту // Религия и глобализация на просторах Евразии / Под ред. А. В. Малашенко, С. Б. Филатова. — 2-е изд.. — М.: Российская политическая энциклопедия (РОССПЭН), Московский центр Карнеги, 2009. — С. 256—295. — 341 с. — (Религия в Евразии). — ISBN 978-5-8243-1153-2.
- Кнорре Б. К. Православие в России и 20-летнее испытание свободой: о подменах церковной жизни в откровенном разговоре Игумена Петра (Мещеринова) // Russian Review. — Кестонский институт, 2009. — № 35. Архивировано 11 января 2015 года.
- Кнорре Б. К. Что сегодня мешает социальному служению Церкви? О некоторых стереотипах поведения православных верующих // Russian Review. — Кестонский институт, 2009. — № 39. Архивировано 4 марта 2016 года.
- Кнорре Б. К. Феномен двоеверия на современном этапе. Некоторые замечания о смыслах неоднозначного термина // Этническая культура народов Волго-Камья: традиции, трансформации и современные процессы. Сборник материалов Всероссийской научно-практической конференции с международным участием Йошкар-Ола, 12-13 ноября 2009 г.. — Йошкар-Ола: МарГУ, 2009. — Т. I. — С. 439—447.
- Кнорре Б. К. Культ Ивана Грозного в России: религиозный и светский формат // Религия и право. — 2009. — № 1. — С. 28—35.
- Кнорре Б. К., Константинова Е. Ю. Марийская народная вера и борьба мари за национальные интересы в последнее 10-летие (недоступная ссылка — история) // Russian Review. — Кестонский институт, 2010. — № 42.
- Кнорре Б. К. Социальная миссия РПЦ МП: успехи, упущения и идейные парадоксы (недоступная ссылка — история) // Russian Review. — Кестонский институт, 2010. — № 46.
- Кнорре Б. К. Психология православных верующих в пространстве церковной деловой этики // Социализация молодежи в современной России: проблемы и перспективы: сб. науч. тр. / Под ред. Е. Н. Медведевой. — Саратов: Изд-во Сарат. ун-та, 2010. — Т. I.
- Кнорре Б. К. Трагедия одного миссионера, нон-конформиста и гуманиста как индикатор расстановки радикалистских сил в России // Религия и российское многообразие. — М.-СПб.: Летний сад, 2011.
- Кнорре Б. К. Религиозные традиции мари в глобальную эпоху: ревитализация народных верований, двоеверие, синкретизм и марийское миссионерство // Религия и российское многообразие. — М.-СПб.: Летний сад, 2011. — С. 311—336.
- Кнорре Б. К. Движение за канонизацию Ивана Грозного и православно-монархический цезаризм // Религия и российское многообразие. — М.-СПб.: Летний сад, 2011. — С. 503—528. (недоступная ссылка)
- Кнорре Б. К. Категории вины и смирения в системе ценностей церковно-приходской субкультуры // Приход и община в современном православии: корневая система российской религиозности. — М.: Весь мир, 2011. — С. 317—340.
- Кнорре Б. К. Алтайская народная вера: ревитализация в свете сакральной геополитики // Russian Review. — Кестонский институт, 2011. — № 52. Архивировано 11 января 2015 года. (копия статьи (недоступная ссылка))
- Knorre B. K. Netraditsionnye Religii v Sovremennoy Rossii [Non-Traditional Religions of Contemporary Russia]. Еvgeny Balagushkin, auth. Part I. Moscow: Institute of Philosophy – Russian Academy of Sciences, 1999, 244 pp. Paperback 6 $ ISBN 5-201-02012-7; Part II. Moscow: Institute of Philosophy – Russian Academy of Sciences, 2002, 248 pp. Paperback 5 $. ISBN 5-201-02094-1 // Alternative Spirituality and Religion Review. — 2011. — Т. 2, № 2. — С. 376—379.
- Кнорре Б. К. Традиции современного российского православия в контексте экклезиологии прот. Александра Шмемана (недоступная ссылка — история) // Начало. Журнал Института богословия и философии. — 2012. — № 26. — С. 119—133.
- Кнорре Б. К. Социальное служение современной Русской православной церкви как отражение поведенческих стереотипов церковного социума // Православная церковь при новом патриархе / Под ред. А. В. Малашенко, С. Б. Филатова. — Российская политическая энциклопедия (РОССПЭН), Московский центр Карнеги, 2012. — 415 с.
- Кнорре Б. К. От "церковной десятины" — к "церковной экономике". Размышления о проблеме доверия, самоорганизации и некоторых аспектах деловой культуры в Церкви (недоступная ссылка — история) // Религия и право. — 2012. — Вып. 62, № 3. — С. 16—27. (копия статьи Архивная копия от 12 марта 2016 на Wayback Machine)
- Knorre B.K. Prawosławie rosyjskie wobec sąsiedztwa – sąsiedzi w otoczeniu prawosławia (недоступная ссылка — история) (po) // Znaczenia. — 2012. — № 6. (копия статьи)